# (2017) Wesson
(2017) Wesson ist ein Asteroid des Hauptgürtels, der am 20. September 1903 vom deutschen Astronomen Max Wolf in Heidelberg entdeckt wurde.
Der Asteroid ist nach Mary Joan Wesson Bardwell, der Frau des US-amerikanischen Astronomen Conrad Bardwell, benannt.